# إبراهيم فتحي (ناقد)
إبراهيم فتحي (1931-2019) ناقد وكاتب ومفكر مصري من نقاد الستينات، لُقب بعميد المثقفين اليساريين، له العديد من المقالات والأبحاث التي نشرت في العديد من الدوريات العربية والأجنبية. تم تكريمه في 2018 في المجلس الأعلى للثقافة بمصر عن مجموع إنتاجه الفكري ولدوره في إثراء الحياة الفكرية. وأشاد الأديب نجيب محفوظ بكتاباته في نقد أعماله.

## حياته
كان من أوائل الشهادة الثانوية في مصر. التحق بكلية الطب، وقاد مع زملائه الأدباء الشباب أواخر الأربعينيات وأوائل الخمسينيات حركة أدبية، على رأسهم يوسف إدريس وصلاح حافظ ومحمد يسري أحمد، حيث كانوا منهمكين في أنشطة مكتب الأدباء والفنانين. وهو أحد مستويات منظمة «حدتو: الحركة الديمقراطية للتحرر الوطني». كما عمل سياسيا ضمن فصائل اليسار المصري، وترجم وألف عدداً من الكتب، بدأ حياته بترجمة رواية «الهزيمة» للكاتب الروسي «فادييف».
دخل المعتقل بسبب انتمائه السياسي عام 1959، وبعد خروجه عام 1964 بدأ مشروعه النقدي والفكري وظهرت مقالاته في مجلات الشعر والثقافة ومجلة «المجلة» مع يحيى حقي، وحرر باباً في المجلة مهتما بعرض موضوعات المجلات الأجنبية، لقدرته على فهم اللغتين الإنجليزية والفرنسية.
ساهم في تكوين تنظيم سياسي ضم مجموعة شعراء ونقاد وكتاب وصحفيين وشباب، فمن الشعراء عبد الرحمن الأبنودي وسيد حجاب، ومن النقاد صبري حافظ وغالب هلسا وسيد خميس، بالإضافة للكاتب جمال الغيطاني، والصحفي صلاح عيسى، وكاتب القصة يحيى الطاهر عبد الله والمترجم خليل كلفت. ليعود إلى المعتقل مرة أخرى في سبتمبر 1966، وكان شرط الفيلسوف الفرنسي جان بول سارتر الإفراج عنهم قبل زيارته للقاهرة قبل نكسة عام 1967.
كما شارك في تأسيس جمعية كتاب الغد التي كان لها دور بارز في الحياة الثقافية والفكرية والسياسة المصرية منذ نهاية الستينيات، وأصدرت بعض المطبوعات الأدبية كان أبرزها ديوان «وش مصر» للشاعر زين العابدين فؤاد، وديوان «مدخل إلى الحدائق الطاغورية» للشاعر عزت عامر، ومجموعة «عطشى لماء البحر» لمحمد إبراهيم مبروك.
وكتب مقدمة المجموعة القصصية «أوراق الحب والعطش» للكاتب محمد عبد الرحمن، والأعمال الشعرية للشاعر سمير عبد الباقي وللشاعر سيد حجاب عند صدورها عن دار الفكر.

## نشاطه
بدأ مشواره العملي بترجمة رواية «الهزيمة» للكاتب الروسي «فادييف» ثم كتب العديد من المقالات والأبحاث التي نشرت في دوريات عربية وأجنبية، تم تكريمه من وزارة الثقافة ممثلة في المجلس الأعلى للثقافة عن مجمل أعماله التي أثرت الحياة الفكرية، ساهم في تأسيس مجلة «جاليري 68» التي قدمت ثقافة نوعية شارك فيها عدد من الكتاب والشعراء والمثقفين، وساهم في تأسيس جمعية كتاب الغد التي كان لها أثرا في الحياة الثقافية والفكرية والسياسية منذ نهاية الستينيات.
أطلق على نفسه لقب «ناقد الرصيف» وكان يلتقي بالكتاب والأدباء خارج الإطار المؤسسي حيث تابع أعمالهم بالنقد.
كانت له ندوة أسبوعية في أتيلييه القاهرة في الثمانينيات والتسعينيات لمناقشة الأعمال الأدبية والفكرية.
نال كتابه عن «العالم الروائي عند نجيب محفوظ» اهتماماً كبيراً لأنه قاوم فيه النظرة السلبية التي أشاعها اليسار حول كتابات محفوظ، وكتب بعدها مقالات مهمة تبشر بكتاب جيل الستينيات خارج التنظيمات السياسية، وكان أول من قدم إبراهيم أصلان، ويحيى الطاهر عبد الله ومحمد البساطي، ومحمد حافظ رجب، وبهاء طاهر وجمال الغيطاني.

## مؤلفاته
من مؤلفاته الفكرية:
- «العالم الروائي عند نجيب محفوظ»
- «الخطاب الروائي والخطاب النقدي في مصر»
- القصة القصيرة والخطاب الملحمي عند نجيب محفوظ
- «كوميديا الحكم الشمولي»
- وكتابه عن الروائي الأمريكي الحائز على جائزة نوبل بعنوان «سول بيلو: انفصام شخصية الروائي اليهودي».
- أعد «معجم المصطلحات الأدبية»
- «الماركسية وأزمة المنهج»
- «هنري كورييل ضد الحركة الشيوعية العربية»

## ترجماته
من أشهر ترجماته:
- «قواعد الفن» لبيير بورديو.
- أسئلة علم الاجتماع لبيير بورديو
- موسوعة كمبريدج للنقد الأدبي «الرومانسية».
- «أزمة المعرفة التاريخية» لبول فيين.
- «المنطق الجدلي» لهنري لوفيفر.
- «نظرية الوجود عند هيجل: أساس الفلسفة التاريخية» لهيربرت ماركوز
- «رواية الهزيمة» للكاتب الروسي فادييف

## وفاته
توفي في الثالث من أكتوبر عام 2019 بعد عودته من القاهرة إلى لندن، قضى آخر 10سنوات من حياته ما بين القاهرة ولندن برفقة زوجته هناء سليمان.